# Ханс Айзенк
Ханс Юрген Айзенк (на немски: Hans Jürgen Eysenck) е германски психолог, добил известност с работата си върху интелигентността и личността.
Приживе Айзенк е най-цитираният жив психолог в научни списания.

## Биография и дейност
Роден е на 4 март 1916 година в Берлин, Германия, но се мести в Англия като младеж през 30-те години на 20 век поради съпротивата му на нацистката партия. Айзенк е основател и редактор на журнал за „Личностни и индивидуални различия“ и е автор на над 50 книги и 900 академични статии.
Основните изследвания на Айзенк са в областта на теорията на личността и измерването, интелигентността, социалните нагласи и политиката, поведенческата генетика и поведенческата терапия. Той разглежда психологията от подхода на естествената наука и е враждебно настроен към т. нар. хуманистични, психодинамични и други литературни и субективни подходи.
Гледището на Айзенк за човека, което винаги ръководи неговото мислене и насочва неговите изследвания, е за биосоциален организъм, чиито действия са детерминирани в еднаква степен от биологични (генетични, физиологични, ендокринни) и от социални (исторически, икономически, интерактивни) фактори. Той е убеден, че едностранчивото ударение или върху биологичните, или върху социалните фактори спъва развитието на науката. Убеждението, че човек е продукт на еволюцията, все още носещ със себе си следите от милиони години развитие от ранните форми на живот, невинаги е било популярно сред учените от социалните науки, които са по-склонни да подчертават социалните фактори, но се разглежда от Айзенк като съществено за правилното разбиране на човека.
Подходът на Ханс Айзенк се определя като биологичен. Като основа на личността ученият приема характеристики, типични за мозъчната дейност. Разработките му са свързвани с изследвания, проведени в строго контролирани експериментални условия.
Историческото развитие на системите за описание на личността от древността (Хипократ и Гален) до изследванията през 60-те години на XX век е обобщено от Ханс Айзенк. Той предлага два основни параметъра на индивидуалността: екстровертност срещу интровертност; емоционална устойчивост срещу неустойчивост. Според Ханс Айзенк човешката личност в по-голямата си част е генетично предопределена и може да се изрази строго индивидуално в следните основни скали: екстровертност-интровертност, невротизъм и психотизъм.
Ханс Айзенк умира на 4 септември 1997 година в Лондон на 81-годишна възраст.